# Akio Miyazawa
Akio Miyazawa (jap. 宮沢 章夫, Miyazawa Akio; * 9. Dezember 1956 in Kakegawa, Präfektur Shizuoka; † 12. September 2022 in Tokio) war ein japanischer Dramatiker und Schriftsteller.

## Leben
Akio studierte an der Kunsthochschule Tama, die er vorzeitig verließ, um mit Seikō Itō und Naoto Takenaka die Gruppe „Radical Gajiberibinba System“ (ラジカル・ガジベリビンバ・システム) zu gründen. Seine Bühnenstücke waren zunächst komisch mit absurder Grundeinstellung.
1990 gründete er die Theatergruppe „U-enchi Saisei Jigyōdan“ (遊園地再生事業団). Seine Erzählung Search Engine System Crash wurde für den Akutagawa- und den Mishima-Preis nominiert. 1993 wurde er für Hinemi mit dem Kishida-Kunio-Preis ausgezeichnet. 2005 hielt er als Gastdozent an der Waseda-Universität Vorlesungen.

## Werke (Auswahl)
- Hinemi (ヒネミ), Einakter, EA: 1992
- Nyūtaun iriguchi (ニュータウン入口, Entrance to New Town), Einakter, EA: 2007